# Кричевцовы (танкисты)

Братья Кричевцовы (слева направо) — Елисей, Константин и Минай. 1940 г.

Кри́чевцовы — три брата (Константин, Минай и Елисей), составлявшие танковый экипаж. В первые дни Великой Отечественной войны в одном из боёв уничтожили 4 танка и 2 бронетранспортёра противника. 26 июня 1941 года одними из первых советских танкистов-асов совершили танковый таран.

## Ранние годы
Константин Георгиевич (род. 1914 г.) и Минай Георгиевич (род. 1917 г.) Кричевцовы, родились в деревне Гордуны Добрушского района Гомельской области. Елисей Георгиевич Кричевцов (род. 1919 г.) родился в деревне Урицкое Гомельского района Гомельской области.
Отец — Георгий Трофимович был сельским учителем, увлекался музыкой. Мать — Фёкла Аксентьевна. Воспитывали 6 сыновей и 3 дочери.

## Довоенный период
Константин, Минай и Елисей окончили Гомельское музыкальное училище. Минай продолжил музыкальное образование в Минской консерватории. Братья играли на многих музыкальных инструментах. Белорусский советский композитор Григорий Пукст, преподававший в училище, ценил их музыкальное дарование.
В 1939 году Константин и Минай были призваны в Красную Армию. Через год был призван и Елисей. По некоторым данным, отцом братьев было написано письмо в Наркомат обороны, в котором он просил зачислить братьев в один танковый экипаж. Службу братья проходили в Московском военном округе в Наро-Фоминске, в 44-й лёгкой танковой бригаде.
В марте 1941 года воинская часть, в которой служили братья, была передислоцирована в Западный особый военный округ, в Западную Белоруссию в населённый пункт Шепетово (в районе Белостока). Братья проходили службу в 45-м танковом полку 31-й дивизии лёгких танков 13-го механизированного корпуса 10-й армии. Старшина Константин Кричевцов был командиром экипажа, старший сержант Минай Кричевцов — механик-водитель, сержант Елисей Кричевцов — башенный стрелок.
По другим данным 44-я лёгкая танковая бригада была переформирована не в 31-ю танковую дивизию, а в 25-ю танковую дивизию 13-го механизированного корпуса 10-й армии, в состав которой входили 50-й и 113-й танковые полки. А 45-й танковый полк входил в состав 23-й танковой дивизии 12-го механизированного корпуса.

## Великая Отечественная война
22 июня 1941 года 45-й танковый полк участвовал во встречном бое с немецкой пехотной дивизией, на вооружении которой были похожие на танки самоходные штурмовые орудия StuG III. Вместе с 46-м танковым полком сдерживали наступление немецких сил. 31-я дивизия с другими частями участвовала в обороне на реке Нурец возле насёлённых пунктов Боцьки и Браньск.
В одном из боёв уничтожили 4 самоходных штурмовых орудий StuG III, называемых у нас немецким танком «Арт-штурм» и 2 бронетранспортёра противника.
26 июня 1941 года совершили танковый таран: в ходе боя танк (скорее всего БТ), в котором воевали братья, был подбит и загорелся; тогда экипаж направил горящую машину на немецкую штурмовую самоходку StuG III.
Только в 1965 году на их родину пришло извещение:

Минай Георгиевич Кричевцов 1917 г.р. — старший сержант, механик-водитель; 
 Константин Георгиевич Кричевцов 1914 г.р. — старшина, командир экипажа; 
 Елисей Георгиевич Кричевцов 1919 г.р. — сержант, радист-стрелок 
 погибли 26 июня 1941 г. под местечком Лапы…

## Память
По состоянию на 2009 год, братья Кричевцовы не получили государственных наград. Документы для представления к награде имеются в Центральном архиве Министерства обороны Российской Федерации.
В память о братьях-танкистах
- в посёлке Борок Гомельского района названа улица братьев Кричевцовых
- имеется экспозиция в Гомельском областном краеведческом музее
- хранятся материалы в Белорусском государственном музее истории Великой Отечественной войны
- в агрогородке Урицкое Гомельского района названа детская школа искусств именем братьев Кричевцовых
- на въезде в посёлок Борок Гомельского района установлен памятный знак в честь братьев-танкистов Кричевцовых[6]